# Illinecký rajón
Illinecký rajón (ukrajinsky Іллінецький район) byl rajón ve Vinnycké oblasti na Ukrajině. Hlavním městem byly Illinci a rajón měl přibližně 37 tisíc obyvatel. 

## Sídla v rajónu
- Illinci
- Dašiv